# 陈戍国
陈戍国（1946年—2023年1月7日），男，汉族，湖南隆回人，中国文史学家，湖南大学教授，博士生导师，湖南省文史研究馆馆员。